# Снайдер, Джули
Джу́ли Сна́йдер (англ. Julie Snyder; род. 6 августа 1967, Гринфилд-Парк, Квебек) — канадская журналистка и телеведущая.

## Биография
Джули Снайдер родилась 6 августа 1967 года в городе Гринфилд-Парк Квебек. В 1986 году Джули окончила Collège Jean-de-Brébeuf.
Помимо своей журналистской карьеры на территории Квебека и Франции, Снайдер также является генеральным директором Productions J — компании, которая была основана в 1997 году для производства телевизионных шоу.
С 15 августа 2015 года Джули замужем за бизнесменом Пьерром Карлом Беладо, с которым она не живёт вместе с января 2016 года. У супругов есть двое детей — сын Томас и дочь Роми.